# 63 (število)
63 (tríinšéstdeset) je naravno število, za katero velja velja 63 = 62 + 1 = 64 - 1.

## V matematiki
- sestavljeno število.
- četrto Woodallovo število {\displaystyle 64=4\cdot 2^{4}-1}.
- najmanjše število n, za katero ima enačba x - φ(x) = n natanko 8 rešitev. Rešitve enačbe so: 135, 147, 171, 183, 295, 583, 799, 943.
- Harshadovo število.
- število različnih negibnih pentomin.

## V znanosti
- vrstno število 63 ima evropij (Eu).

## Drugo

### Leta
- 463 pr. n. št., 363 pr. n. št., 263 pr. n. št., 163 pr. n. št., 63 pr. n. št.
- 63, 163, 263, 363, 463, 563, 663, 763, 863, 963, 1063, 1163, 1263, 1363, 1463, 1563, 1663, 1763, 1863, 1963, 2063, 2163